# Bulhar
Bulhar ( somali : Bulaxaar ) est un port historique de la région sahilienne du Somaliland avec des itinéraires datant de l'antiquité. Le port a été rajeuni au XIXe siècle et était un rival du port voisin de Berbera.

## Histoire

### Antiquité
Bulhar est situé près de Berbera. On pense que le site correspond à l'ancien port commercial d'Isis décrit par le savant romain Pline l'Ancien. Pline a également associé la zone au toponyme Abalito, qui, selon Said M-Shidad Hussein, est probablement l'Avalite du Périple de la mer Érythrée.
Selon Pline, le port d'Isis était un centre de commerce de myrrhe. Il a également noté que le pharaon égyptien Sésostris a conduit ses forces à passer par la région, lorsqu'elles étaient en route vers le port nord-est de Mosylon, une plaque tournante du commerce de la cannelle qui aurait été situé dans, ou non loin de l'actuel Bosaso .De plus, Pline a indiqué que le port d'Isis était situé à proximité de piliers de pierre sur lesquels des lettres inconnues étaient gravées, Samuel Sharpe suggère que ces anciennes inscriptions étaient probablement hiéroglyphiques.

### Début de la période moderne

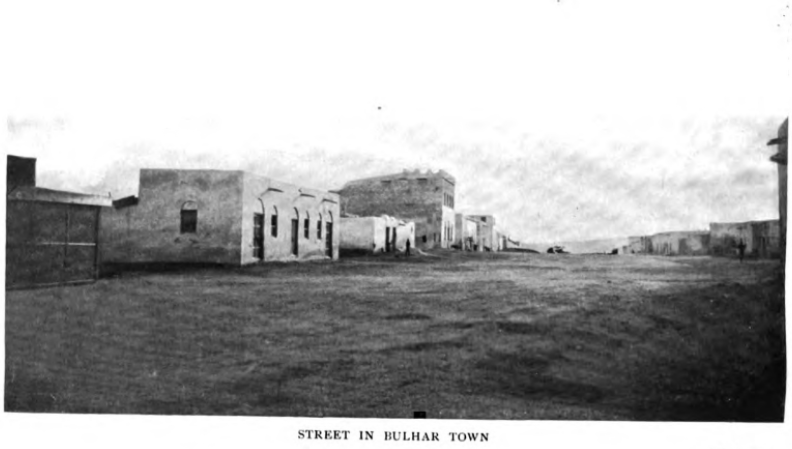
Une rue de Bulhar en 1912

Bien que les racines de Bulhar remontent à l'antiquité, la colonie n'a été repeuplée qu'au milieu du XIXe siècle. Le rétablissement de Bulhar était dû à une dissension entre les lignées mercantiles Reer Ahmed Nur et Reer Yunis Nuh du clan Habar Awal sur le contrôle du commerce à Berbera en 1845. Avec le soutien de Haji Sharmarke Ali Saleh, le dirigeant de Zeila, les Reer Ahmed Nuh chassèrent leurs parents et se déclarèrent les seuls maîtres commerciaux de Berbera. En représailles à leur expulsion, les marchands Reer Yunis Nuh fondèrent le port de Bulhar et persuadèrent leurs anciens contacts du commerce extérieur de faire des affaires dans leur port, sans passer par Berbera. Cet acte a eu un effet presque immédiat car le commerce à Bulhar a augmenté rapidement dans la seconde moitié du 19e siècle, le port devenant un marché majeur pour le bétail, la peau, la myrrhe, l'ivoire, le café et d'autres produits divers originaire de l'intérieurs des terres,,.

Selon plusieurs explorateurs européens qui ont parcouru une grande partie de la péninsule somalienne au XIXe et au début du XXe siècle, les liens commerciaux cumulés de Berbera et de Bulhar couvraient largement la plupart des routes de l'intérieur somalien et éthiopien, et les marchands de Berbera et de Bulhar avaient des contrats commerciaux avec des marchands éloignés, situés jusqu'à Mogadiscio et Merca :
« Presque tout le commerce d'Ogadayn part de Bulhar ; mais nous avons trouvé sur le Webbe Shebeyli que nous avions, pour ainsi dire, atteint le point où les marchands de Berbera et de Bulhar rencontrent ceux de Merka et de Mogadaxo (Madisha) ».
« Hargeisa est située sur le Tug Marodijeh, dont les rives sont bien boisées, et comme elle peut se vanter d'un excellent climat toute l'année, et est à peu près à mi-chemin sur la route principale de Bulhar à Jig-jigga sur la frontière Abyssinienne , il est toujours susceptible d'avoir une certaine importance pour les caravanes. Un grand pourcentage du commerce d'Ogadayn le traverse jusqu'à Bulhar sur la côte ».
« En quittant Hargeisa, nous avons parcouru de nombreux kilomètres à travers de magnifiques terres ressemblant à des parcs, peuplées d'oiseaux et de volailles de la jungle. Nous avons rencontré les habituels khafilas somaliens [caravanes commerciales] d'hommes Habr-Awal, transportant leurs peaux, gommes, ghee et café jusqu'au port de Bulhar, situé entre Berbera et Zeila ».

## Démographie
Bulhar était historiquement habité par le clan des Reer Yunis Nuh, mais sera plus tard habité par le sous-clan Makahil, les deux prinicpales lignées du clan Sa'ad Musa, Habr Awal.